# カステルフランコ祭壇画

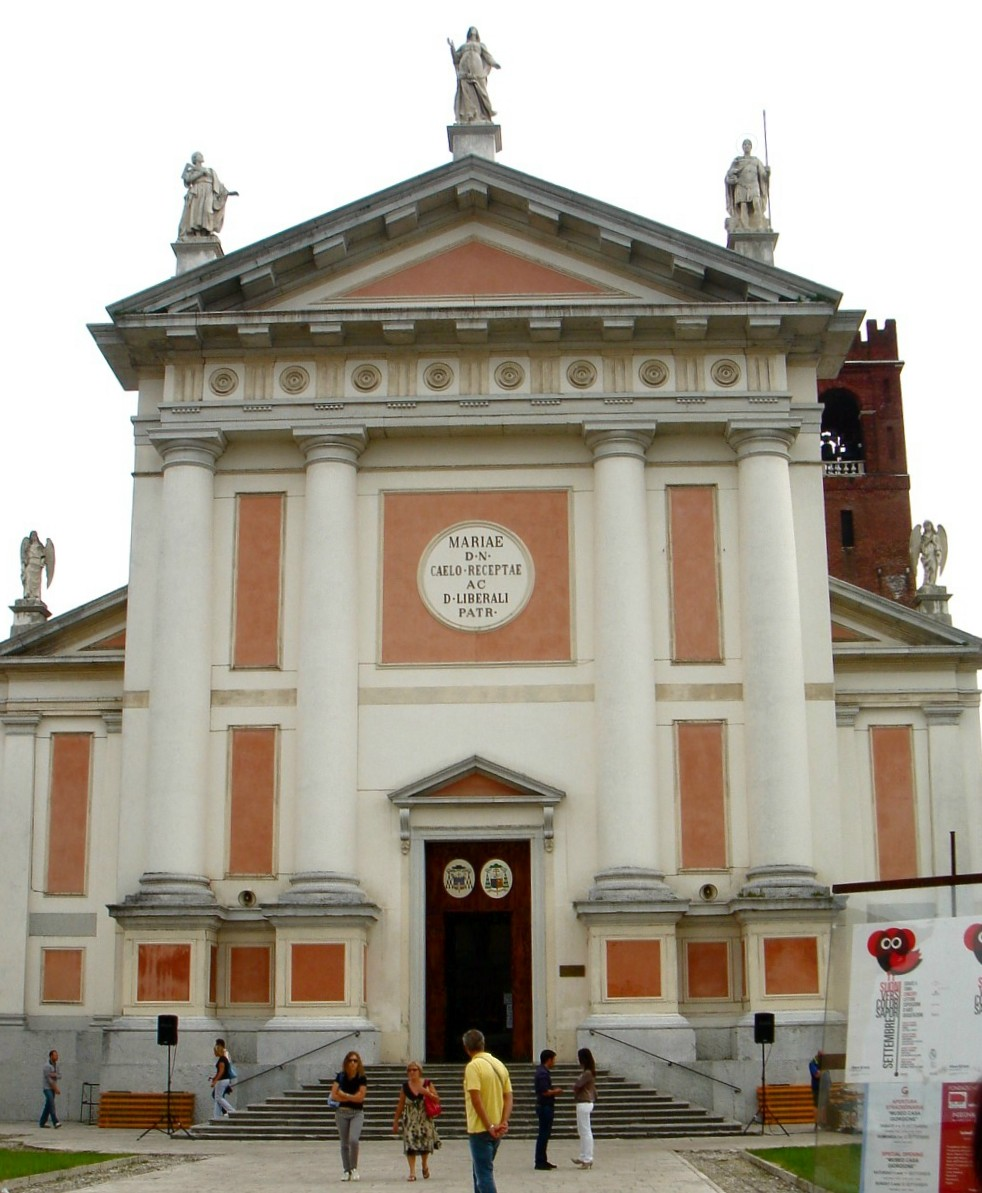
カステルフランコ・ヴェネト大聖堂のファザード。

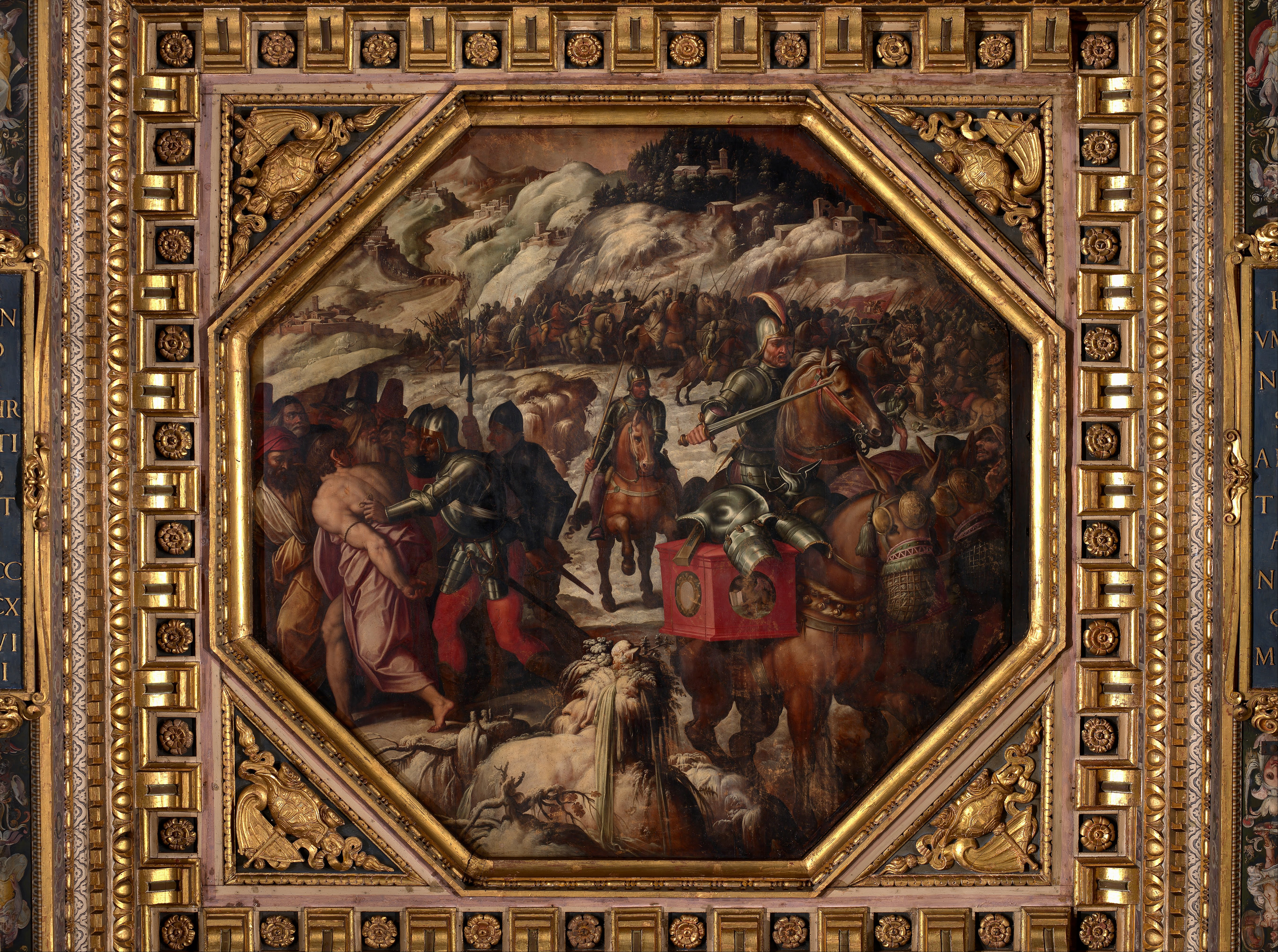
ジョルジョ・ヴァザーリ『カセンティーノにおけるヴェネツィア人の敗北』。ヴェッキオ宮殿所蔵。

『カステルフランコ祭壇画』（伊: Pala di Castelfranco, 英: Castelfranco Altarpiece）あるいは『カステルフランコの聖母』（英: Castelfranco Madonna）として知られる『聖フランシスコと聖ニカシオスの間の聖母子』（伊: Madonna con il Bambino tra San Francesco e San Nicasio, 英: Madonna and Child Between St. Francis and St. Nicasius）は、イタリアのルネサンス期のヴェネツィア派の画家ジョルジョーネが1503年から1504年に制作した絵画である。油彩。現存するジョルジョーネの唯一の祭壇画で、シチリアの都市メッシーナ出身の聖ヨハネ騎士団（現在のマルタ騎士団）の騎士トゥツィオ・コスタンツォ（Tuzio Costanzo）の発注で制作された。現在はトレヴィーゾ県カステルフランコ・ヴェネトにある、カステルフランコ・ヴェネト大聖堂のコスタンツォ礼拝堂（Costanzo Chapel）に所蔵されている。

## 発注主
発注主のトゥツィオ・コスタンツォはムツィオ・コンスタンツォ（Muzio Costanzo）の息子としてメッシーナに生まれた。父ムツィオはキプロス国王ジャコモ2世を支援した功績により、キプロス副王の称号を授けられていた。トゥツィオは父とともにキプロスに赴いたのちにヴェネツィアに渡り、1475年にカステルフランコに定住した。当時のキプロスでは、ヴェネツィアの有力貴族出身の王妃カテリーナ・コルナーロが夫ジャコモ2世と生まれたばかりの息子を相次いで亡くしており、カテリーナはトゥツィオが移住した数か月後に女王として即位した。父ムツィオは息子を何度もキプロスに呼び戻そうとしたが、ヴェネツィアはトゥツィオがカテリーナ女王に協力することを恐れ、彼がキプロスに戻ることを禁じた。女王は最終的に1489年に退位し、キプロスの支配権をヴェネツィアに譲渡した。カタリーナはキプロスを去る代わりにトレヴィーゾ県アーゾロの領主の地位を約束された。その後、トゥツィオはカテリーナとの関係を深めたようである。カステルフランコとアーゾロは地理的に近く、トゥツィオは1489年11月9日、カテリーナに敬意を表してアーゾロで開催された馬上槍試合に参加し、1497年9月にはブレシアで催された祝賀会に出席している。

## 製作経緯
トゥツィオの若い息子マッテオ（Matteo Costanzo）はヴェネツィア軍で50の槍騎兵を指揮した。マッテオは1498年の冬にピサを支援するヴェネツィア軍に従軍したが、カセンティーノで起きたフィレンツェ軍との戦闘で負傷し、1499年の初めにラヴェンナで、23歳の若さで死去した。祭壇画はマッテオの死を悼んだ父トゥツィオの発注で制作された。この発注は祭壇画が設置された礼拝堂内部のフレスコ画を含む総合的な装飾の一部であったと考えられている。この礼拝堂は1467年に改築されたものを、トゥツィオが息子の死に際して取得したものである。

## 作品
台座の上に据えられた玉座に聖母子が座り、前景の低い位置に2人の聖人が立っている。玉座は不自然なほど高い位置にあり、聖母は目を閉じて眠る幼児キリストを抱きながら、悲しげな表情を下に向けている。その視線の先にあるのは玉座の下に置かれた灰色の斑岩の石棺である。シチリアでは斑岩の石棺は王家のシンボルであった。そこで祭壇画に斑岩の石棺を描くことで、コスタンツォ家の歴史、特にキプロス副王の称号を得たムツィオの功績と、トゥティオの息子マッティオの死を仄めかしている。石棺には聖母の足元を飾る緑の絨毯が垂れ下がり、さらにその下の台座にはカステルフランコに移住したコスタンツォ家（Costanzo family）のエスカッシャンが見える。コスタンツォ家は6本の肋骨の上で前脚を跳ね上げるライオンを紋章としており、本作品においても台座正面の中央に6本の肋骨が描かれている。
光沢のある黒い甲冑と兜を身にまとった聖人は、聖ヨハネ騎士団の殉教者であるシケリアの聖ニカシオスとされる。聖ニカシオスは赤地と白い十字で表された聖ヨハネ騎士団の旗を掲げている。聖ニカシオスの殉教はトゥツィオの故郷メッシーナでは特に崇拝された。あるいはカステルフランコ・ヴェネト大聖堂の守護聖人である聖リベラリスとされることもある。17世紀の画家であり伝記作家のカルロ・リドルフィは聖ゲオルギウスとしている。両手と脇腹の傷を見せている聖人は、晩年に聖痕を受けたと伝えられているアッシジの聖フランチェスコである。聖人の図像はジョヴァンニ・ベッリーニが『サン・ジョッベ祭壇画』に描いた同じ聖人を左右反転して用いている。

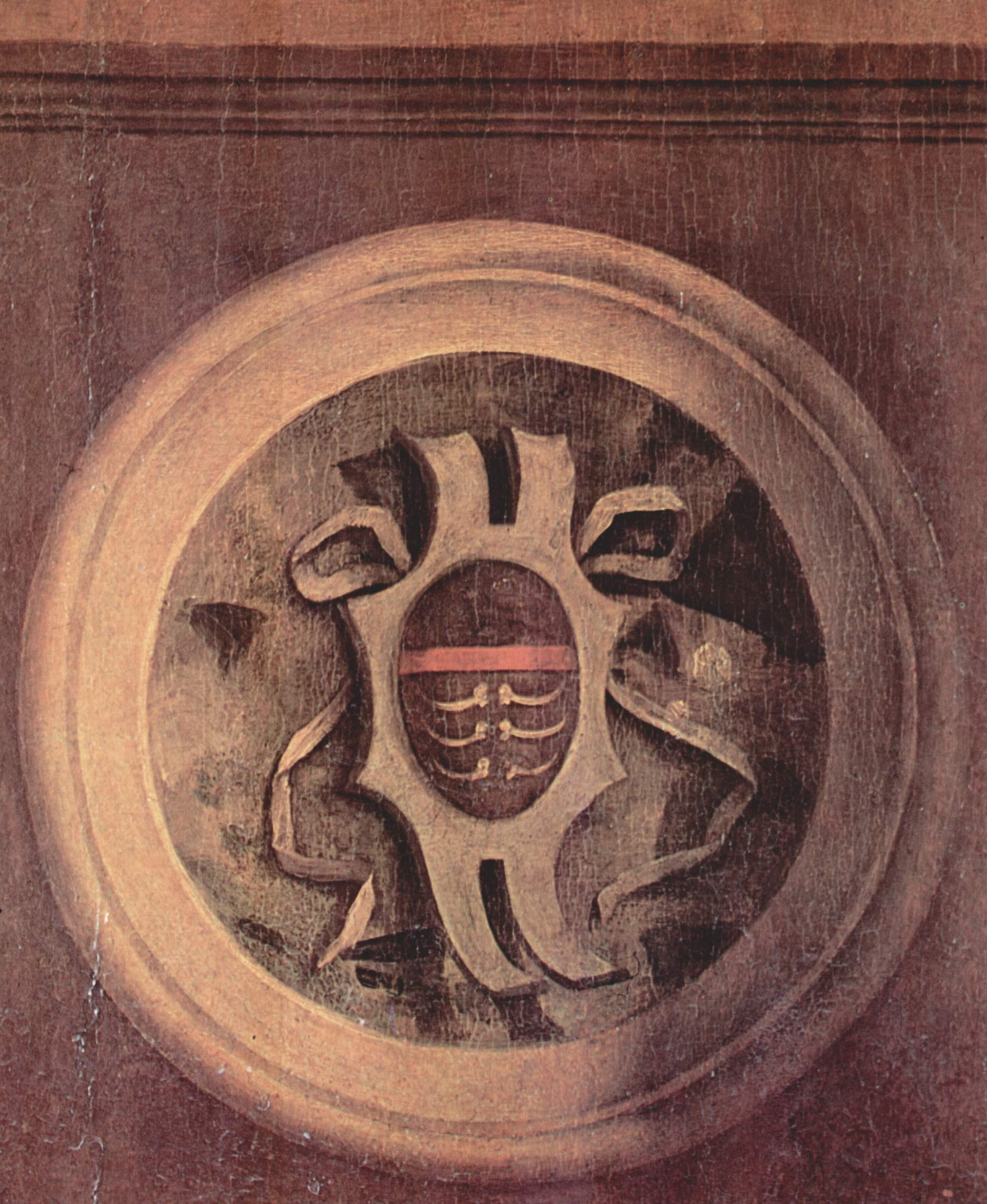
コスタンツォ家を表す6本の肋骨の紋章。

台座の両側には赤いベルベットのカーテンがかけられ、背後の遠景と前景を隔てている。床は色の異なる大理石が市松模様に敷き詰められているが、台座の手前で一段高くなっている。赤いカーテンは絵画が2つの異なる世界で構成されていることを表している。すなわち風景とともに描かれた聖母子は人間の世界を表している。これに対して、鑑賞者の側を見つめ、大胆さ（聖ニカシオス）と慈悲（聖フランチェスコ）を表す2人の聖人は瞑想的で神聖な空間を表している。

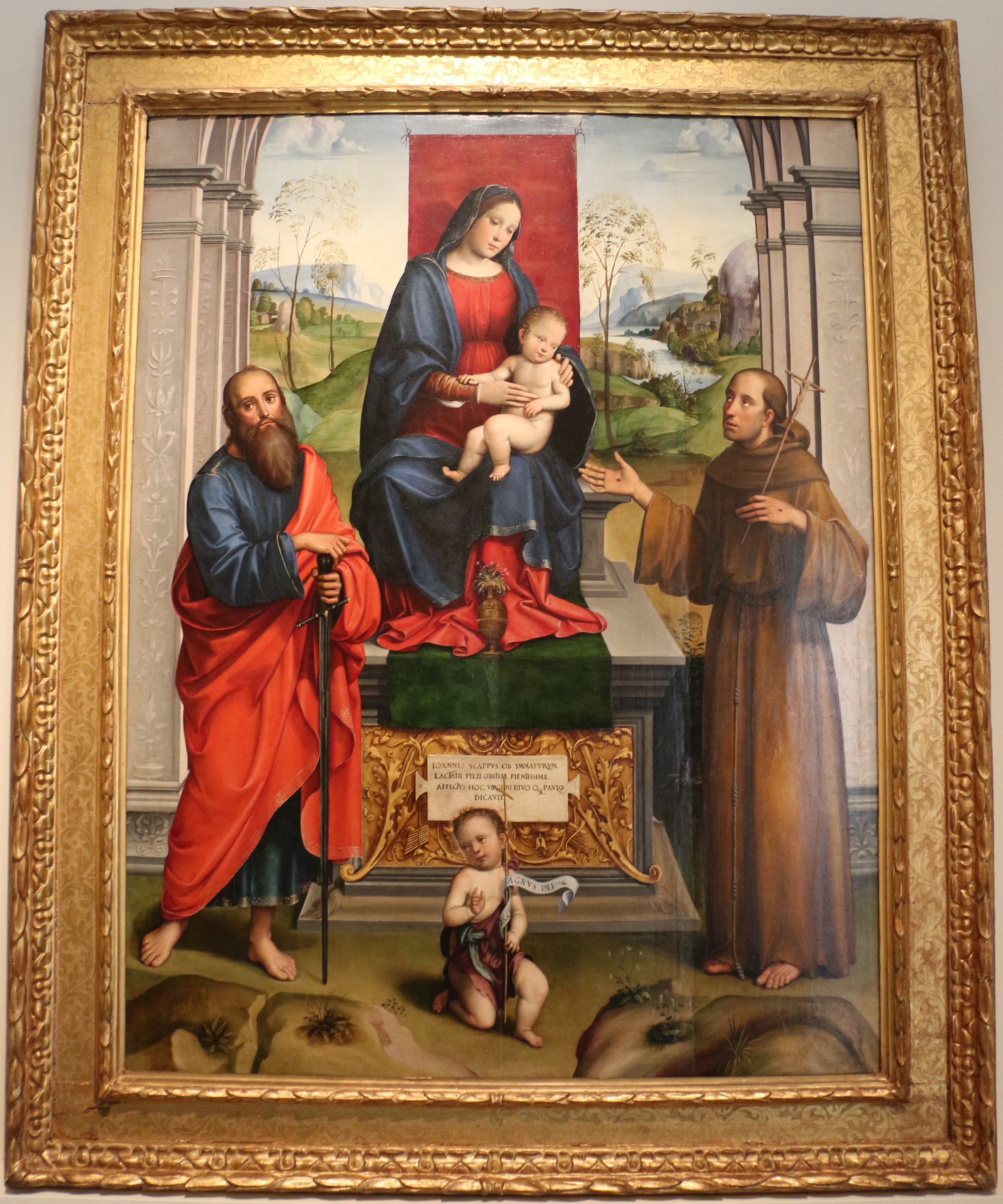
フランチェスコ・フランチャ『スカッピの祭壇画』1495年頃。ボローニャ国立絵画館所蔵。

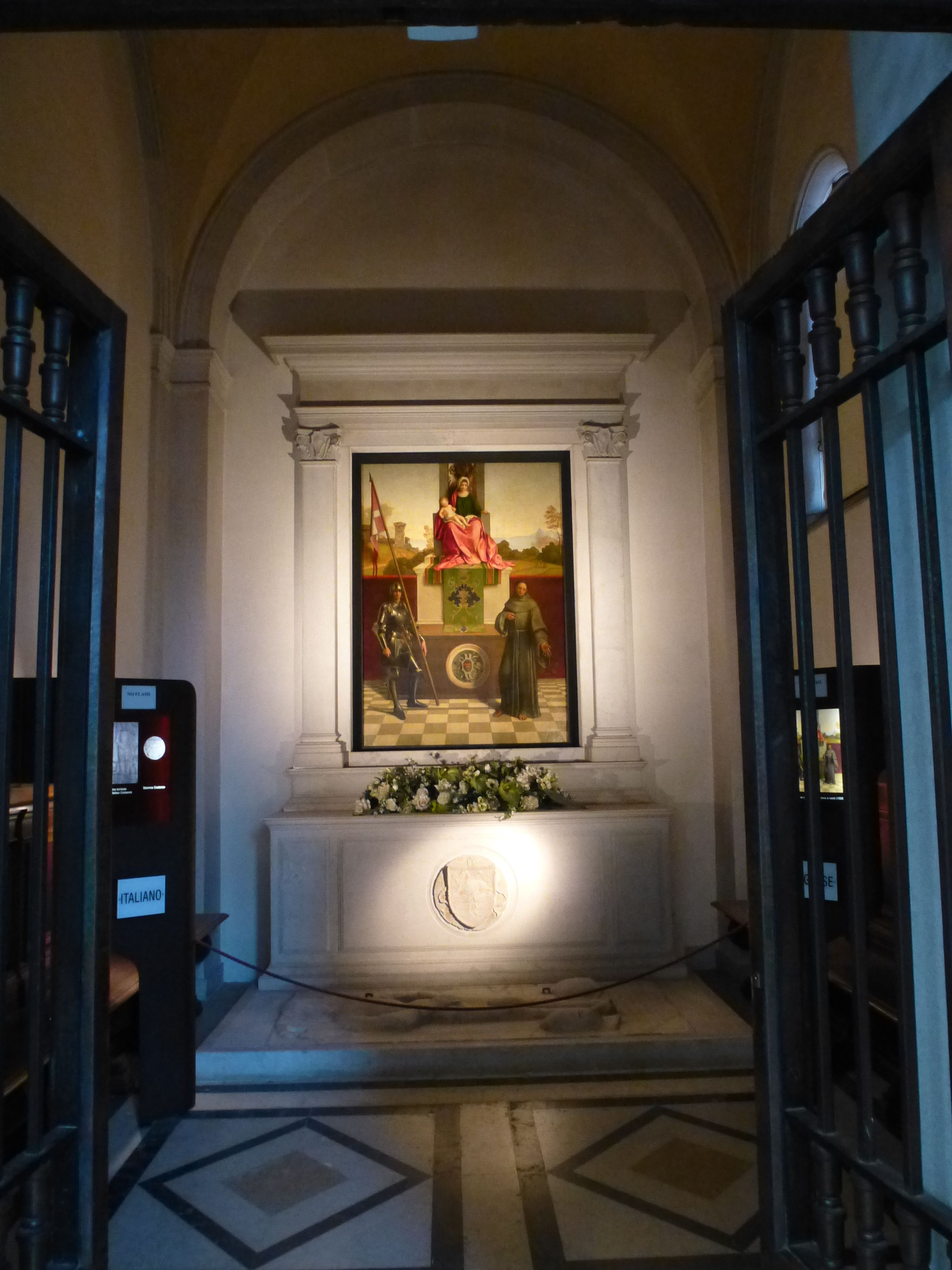
現在の礼拝堂の祭壇に設置された絵画。祭壇の前には若くして世を去ったマッテオ・コスタンツォの墓石が安置されている。墓石には甲冑を身に着けて横たわるマッテオの姿が彫刻され、マッテオの美しさと功績、礼拝堂を讃える碑文が刻まれている。

この作品は主題的にボローニャの画家フランチェスコ・フランチャの『スカッピの祭壇画』（La Pala Scappi）と近い関係にあることが指摘されている。この祭壇画は発注者ジョヴァンニ・スカッピ（Giovanni Scappi）によって、若くして死去した彼の息子ラッタンツィオ（Lattanzio Scappi）に捧げられたもので、フランチャは絵画の中で、スカッピの息子のために制作されたことを記した碑文を持つ葬礼の祭壇の上に聖母子の玉座を置いている。このように、両作品はいずれも《息子の死に対する父親の嘆き》（lamentatio de acerba filii sui mortem）によって製作されている。
ジョルジョーネは本作品を制作する際に、それまでのヴェネツィア派の様式にない革新的な技法を用いている。すなわちジョルジョーネは素描することなく図像を描き出した。また柔らかな明暗法により光と影の間に顕著なコントラストが生じるのを抑えている。このように描かれた祭壇画は、ジョルジョーネを15世紀後半のヴェネツィア派の色調絵画の最も優れた解釈者としている。ジョルジョーネの革新性は、ピエロ・デッラ・フランチェスカ、エルコレ・デ・ロベルティ、アントネロ・ダ・メッシーナ、ジョヴァンニ・ベッリーニ、ロレンツォ・ロットらが制作した伝統的な聖会話との比較によって明らかである。ジョルジョーネは画面中央の可能な限り高い場所に玉座を置き、各人物像を明確にピラミッド型の三角形の構図に配置している。また建築学的要素を排除して、背景に開放感のある穏やかな丘陵と平原の風景を描いた。遠景に描かれた廃墟となった城塞と小さな2人の兵士は、マッティオの死と父トゥツィオの心の痛みの原因となった戦争を表している。
祭壇画について最初に言及したのはリドルフィであり（1648年）、それ以降ジョルジョーネの帰属は疑問視されたことはない。制作年代は通常は1503年から1504年頃とされるが、一部の研究者はさらに数年早い1500年頃としている。
おそらく直射日光にさらされていたため、絵具層の剥落がひどく、右上の風景と聖ニカシオスの頭部を含む両聖人の一部が特に損傷を受けている。そのため早くも1635年に最初の修復を受け、過去9回にわたって修復を受けている。最後の修復は2002年に行われた。

## 来歴
祭壇画はもともと大聖堂が建設される以前は、旧サンタ・マリア・アスンタ教会のアトリウムの右側にあったコスタンツォ礼拝堂に設置されていた。1510年10月16日のトゥツィオの遺言書によると、マッテオ・コスタンツォの墓は旧礼拝堂の側壁にあり、その反対側に父トゥツィオの棺があった。マッテオの墓石に刻まれた碑文はマッテオの美しさと功績および礼拝堂を讃えている。丸天井と壁はおそらくジョルジョーネによって、祝福されたキリストと4人の福音書記者がフレスコ画で描かれ、アラベスクで装飾されていた。
礼拝堂はフランチェスコ・マリア・プレティがカステルフランコ・ヴェネト大聖堂を建築した18世紀半ばに取り壊され、祭壇画は大聖堂に移された。現在の礼拝堂は1935年9月に完成したものである。古い礼拝堂でマッテオ・コスタンツォの墓が発掘され、現在は祭壇の土台に置かれた墓石で閉じられている。
1972年12月10日、祭壇画が何者かによって大聖堂から盗まれる事件が起きたが、その約3週間後に、祭壇画は放棄された農家から回収された。この盗難事件以降、礼拝堂の入口に鉄格子の扉が設けられ、一般の立ち入りが制限されている。
2002年から2003年にかけて、ヴェネツィアのアカデミア美術館で開催された展覧会『ジョルジョーネ。芸術の神秘の業』（Giorgione. Le maraviglie dell’arte）のために複雑で緻密な修復が行われたのち、2003年11月1日から2004年2月22日まで同展覧会で展示された。

## ギャラリー
絵画のディテール

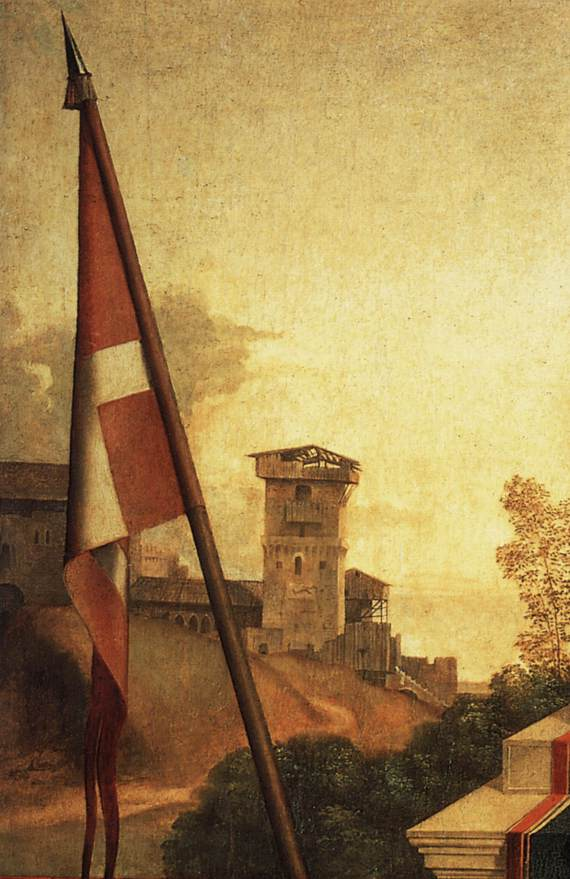
画面左上の遠景の朽ちた城塞
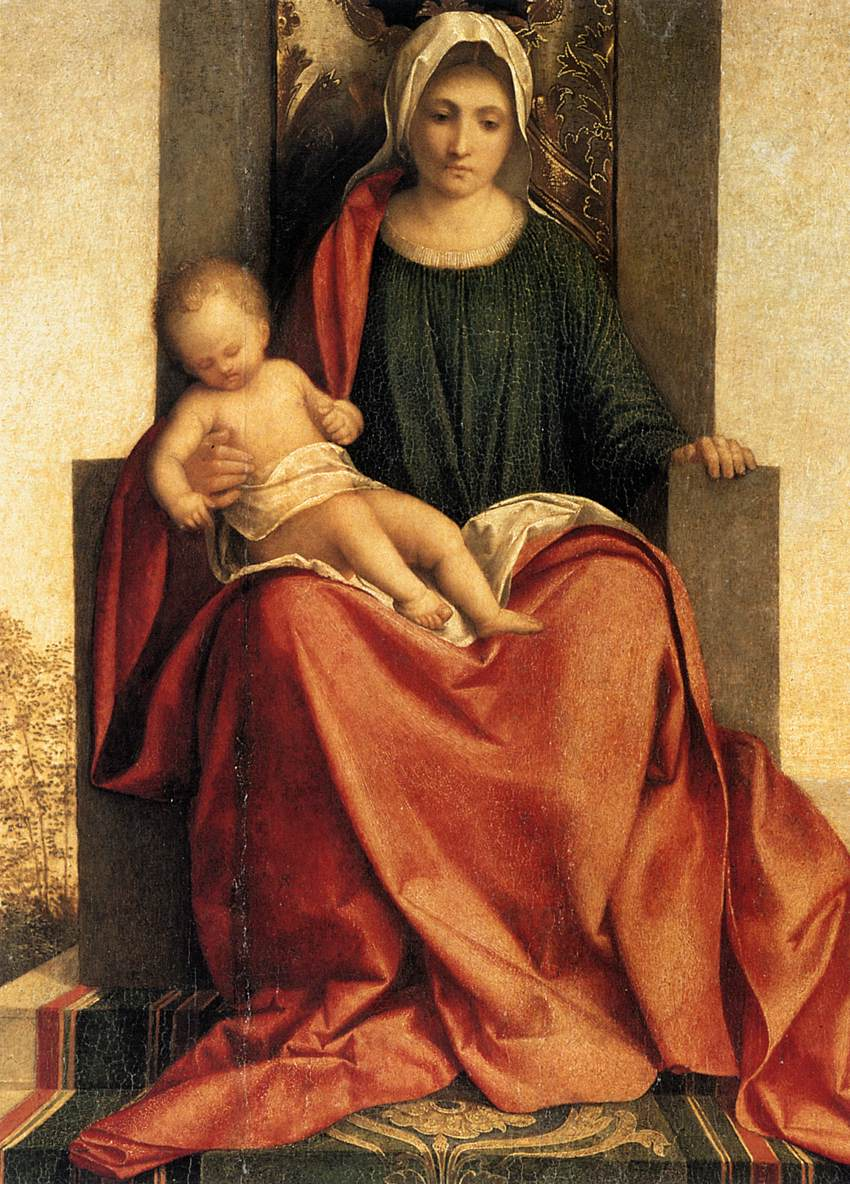
玉座の聖母子
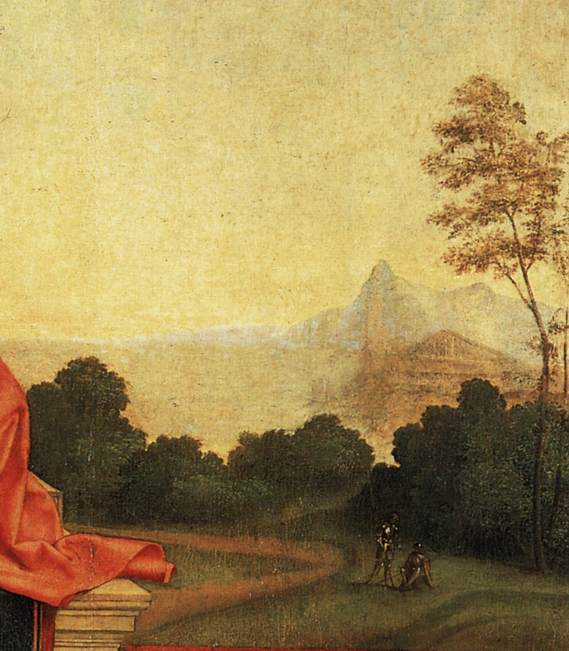
画面右上の遠景に描かれた2人の騎士
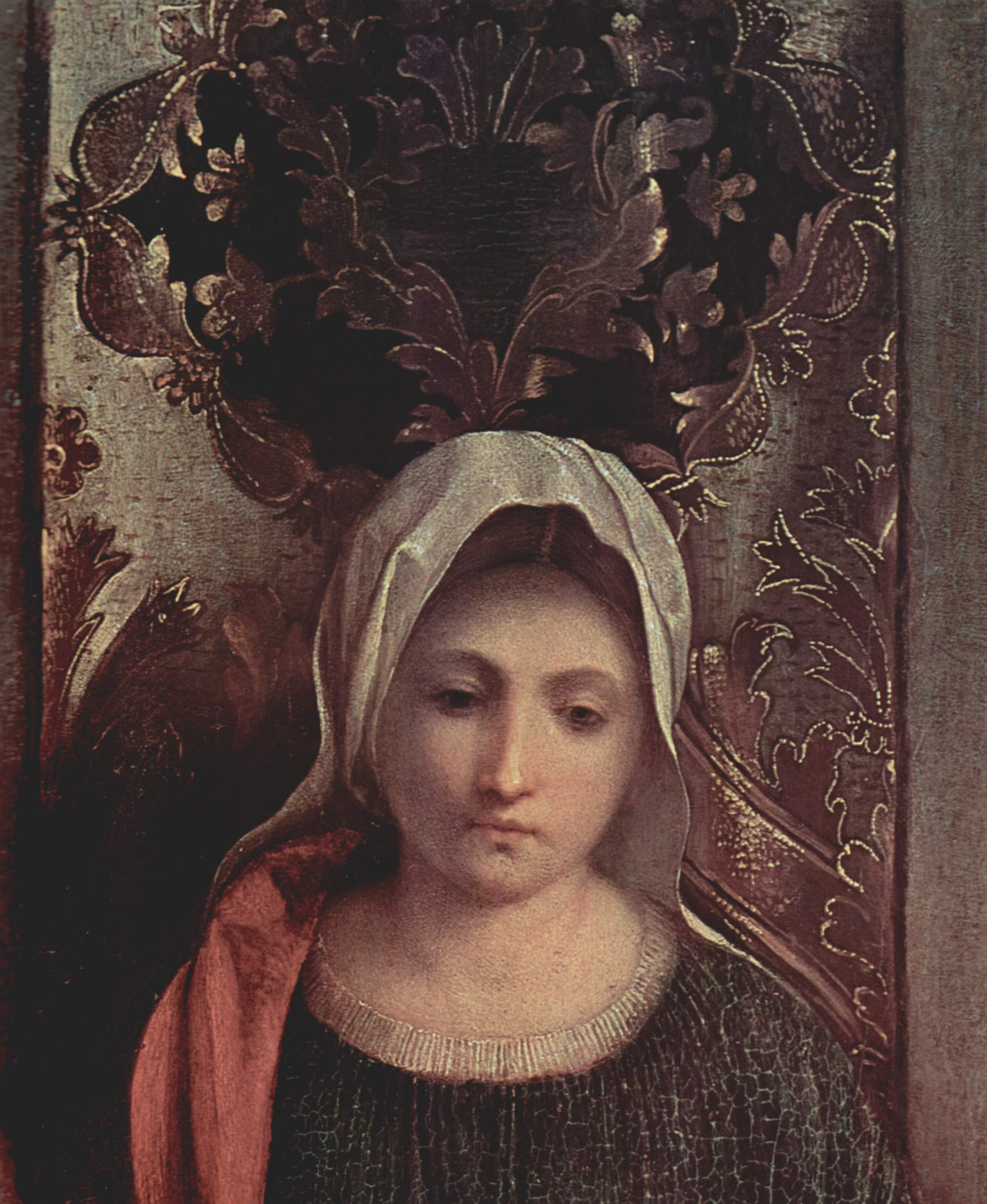
玉座の下の石棺を見つめる聖母
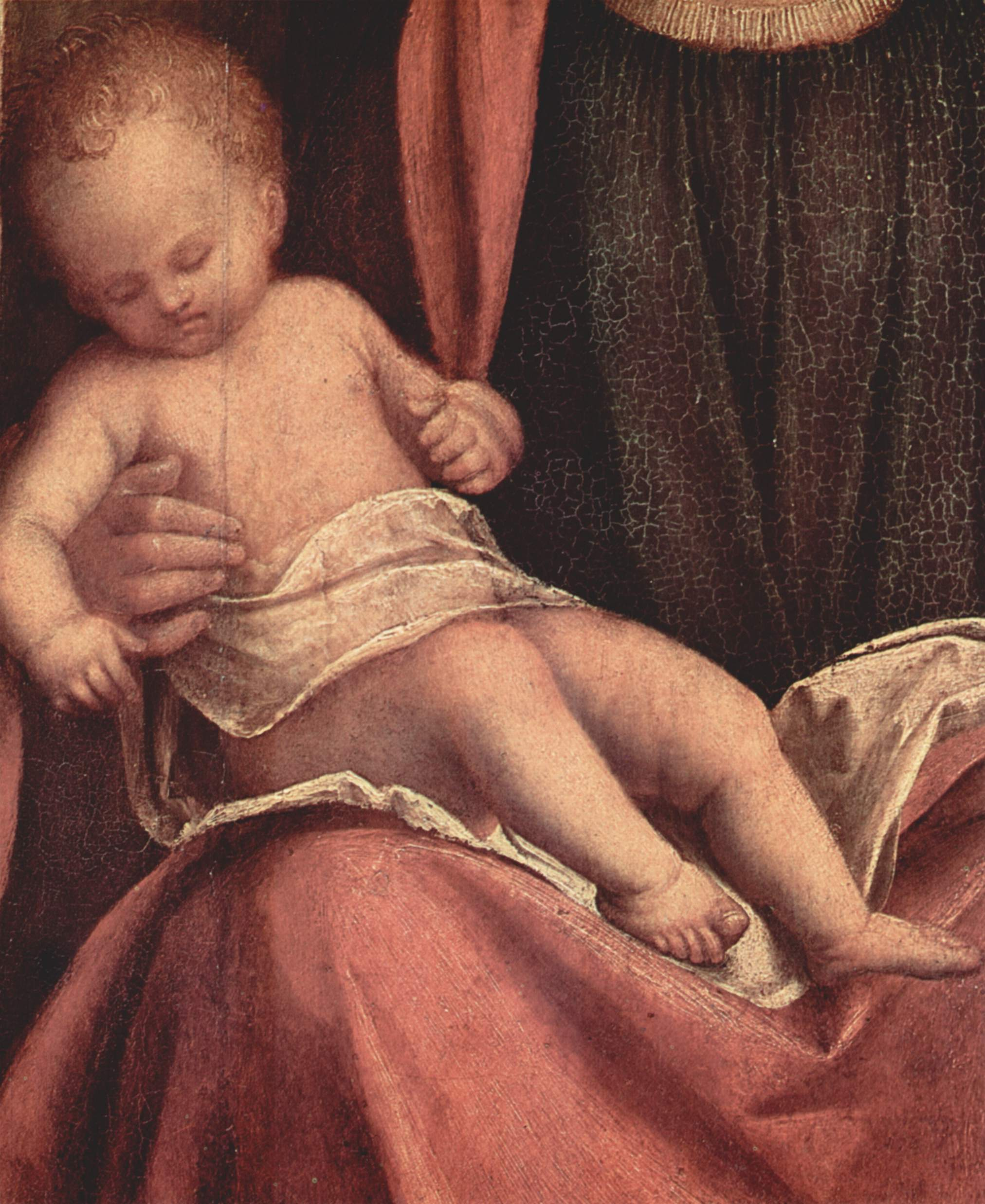
目を閉じて眠る幼児キリスト
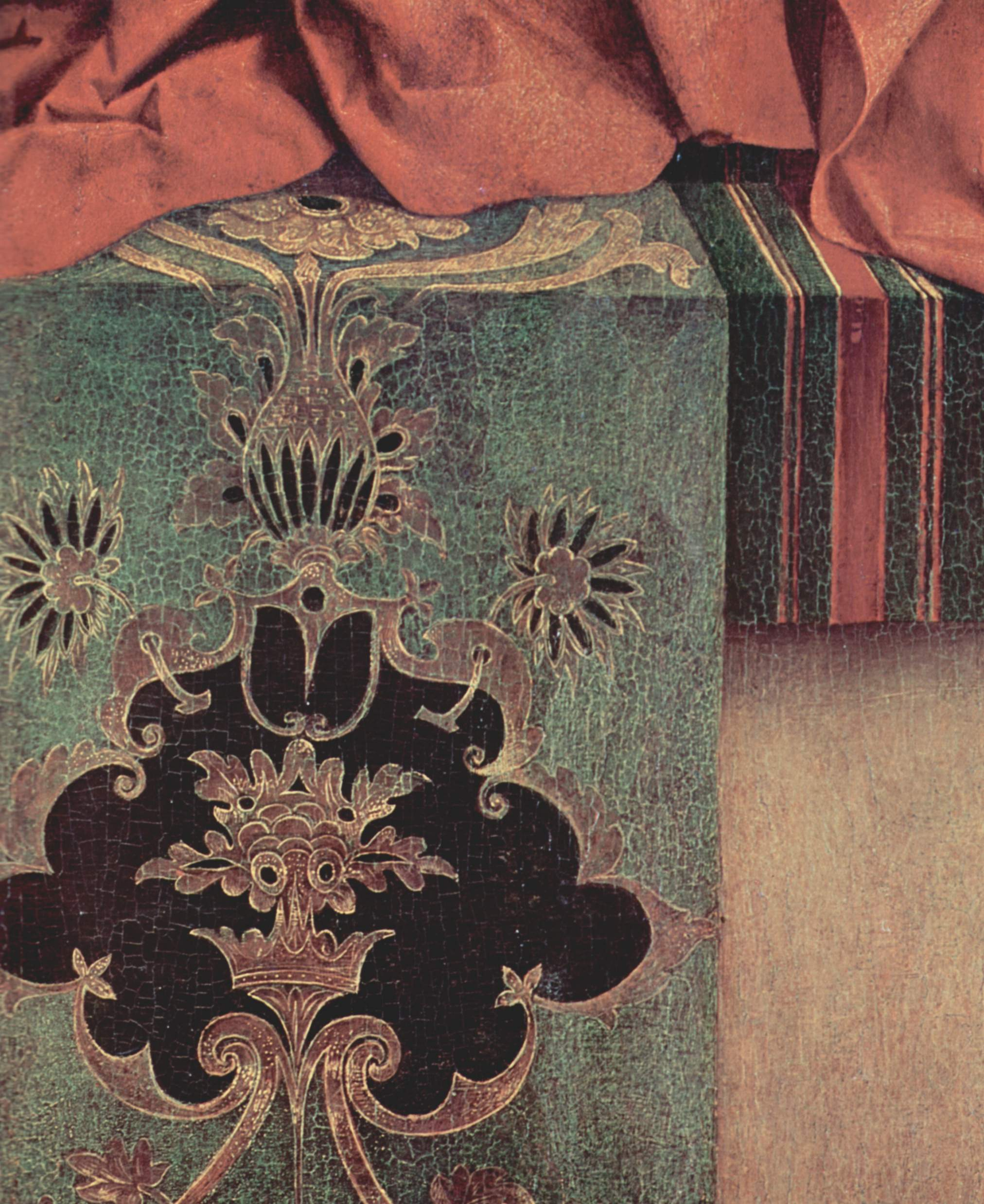
聖母の足元